# Cohors IIII Callaecorum Lucensium
Die Cohors IV (oder IIII) Callaecorum Lucensium [equitata] (deutsch 4. Kohorte der Callaecer aus dem conventus Lucensis [teilberitten]) war eine römische Auxiliareinheit. Sie ist durch Militärdiplome und Inschriften belegt. Die Kohorte ist mit der in den Inschriften (AE 1987, 952, CIL 3, 600) aufgeführten Cohors IV (oder IIII) Lucensium sowie der in dem Militärdiplom (CIL 16, 106) aufgelisteten Cohors IV Callaecorum identisch.

## Namensbestandteile
- Callaecorum Lucensium: [der] Callaecer aus dem conventus Lucensis. Die Soldaten der Kohorte wurden bei Aufstellung der Einheit aus dem Volk der Callaecer auf dem Gebiet des conventus Lucensis (mit der Hauptstadt Lucus Augusti) rekrutiert.[1][2]

- equitata: teilberitten. Die Einheit war ein gemischter Verband aus Infanterie und Kavallerie.

Da es keine Hinweise auf den Namenszusatz milliaria (1000 Mann) gibt, war die Einheit eine Cohors (quingenaria) equitata. Die Sollstärke der Kohorte lag bei 600 Mann (480 Mann Infanterie und 120 Reiter), bestehend aus 6 Centurien Infanterie mit jeweils 80 Mann sowie 4 Turmae Kavallerie mit jeweils 30 Reitern.

## Geschichte
Der erste Nachweis der Einheit in der Provinz Syria beruht auf Militärdiplomen, die auf 88 n. Chr. datiert sind. In den Diplomen wird die Kohorte als Teil der Truppen (siehe Römische Streitkräfte in Syria) aufgeführt, die in der Provinz stationiert waren. Weitere Diplome, die auf 91 bis 156/157 datiert sind, belegen die Einheit in derselben Provinz.
Die Kohorte nahm am Partherkrieg Trajans teil und möglicherweise auch an der Niederschlagung des Bar-Kochba-Aufstands unter Hadrian.
Eine Vexillation der Einheit nahm am Partherkrieg des Lucius Verus (161–166) teil. Sie wird in der Inschrift (CIL 3, 600) unter dem Namen IV Lucensium als Teil der Einheiten aufgelistet, die unter der Leitung von Marcus Valerius Lollianus standen. In der Inschrift steht, dass Lollianus Kommandeur in Mesopotamia über Abteilungen ausgewählter Reiter der Alen […] und der Kohorten gewesen ist.

## Standorte
Standorte der Kohorte in Syria waren möglicherweise:
- Aleppo: Die Inschrift (AE 1987, 952) weist auf die Anwesenheit (von Teilen) der Kohorte in Aleppo hin. In der auf 108/109 datierten Inschrift wird die Errichtung eines Valetudinariums durch die Einheit festgehalten. Der Bau des Lazaretts geschah vermutlich als Vorbereitung auf den Partherkrieg Trajans.[2]

## Angehörige der Kohorte
Angehörige der Kohorte sind nicht bekannt.